# Didymocarpoideae
Sous-famille
Les Didymocarpoideae est une sous-famille de plantes à fleurs de la famille des Gesneriaceae.
Le genre type de la sous-famille est Didymocarpus.

## Liste des tribus

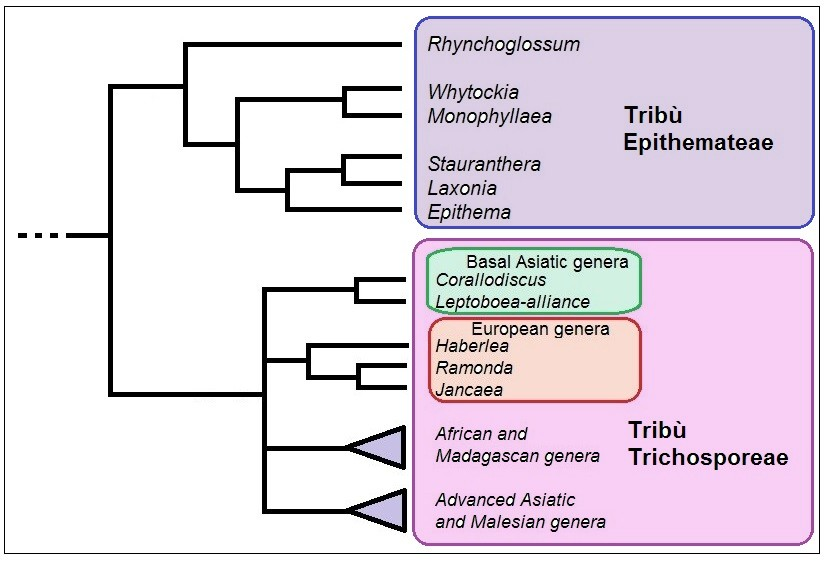
Cladogramme de la sous-famille.

Epithemateae – Trichosporeae